# 3517 Tatianicheva
3517 Tatianicheva је астероид главног астероидног појаса са средњом удаљеношћу од Сунца која износи 2,241 астрономских јединица (АЈ).
Апсолутна магнитуда астероида је 14,0.